# پارک شاکوجیی
پارک شاکوجیی (به ژاپنی: 石神井公園) یکی از پارک‌های واقع در منطقهٔ نریما در توکیو پایتخت ژاپن است.

## رسیدن به پارک
- شرکت راه‌آهن سیبو، خط سیبو ایکه‌بوکورو،  ایستگاه پارک شاکوجیی. پیاده تا پارک ۷ دقیقه راه است.